# روسانا د لس ریوز
روسانا ده لس ریوز (اسپانیایی: Rossana de los Ríos‎؛ زادهٔ ۱۶ سپتامبر ۱۹۷۵) یک تنیس‌باز اهل پاراگوئه است.